# Огнеупорный кирпич
Огнеупорный кирпич — кирпич, предназначенный для внутренней облицовки печей, каминов, дымоходов и дымовых труб, для футеровки газоходов и топок (например, паровых энергетических котлов для тепловых электростанций). Огнеупорные кирпичи, бывшие в употреблении, называются огнеупорным ломом и используются в переработке.
Огнеупорные кирпичи служат для изоляции огня. Огнеупорные кирпичи образуют оболочку, которая защищает кладку печи от прямого огня или раскалённых углей, поэтому их должна отличать:
- жаростойкость — кирпич должен выдерживать длительный нагрев до температуры 1000 °C без потери прочности;
- высокая термостойкость — кирпич должен выдерживать без потери прочности много циклов раскаливания — остывания;
- низкая теплопроводность — кирпич должен сохранять тепло внутри печи или камина.

Но на деле шамотный кирпич обладает высоким коэффициентом теплопроводности (0,5—0,85 Вт/м⋅К), равным приблизительно красному полнотелому кирпичу (0,67 Вт/м⋅К), а зачастую даже выше.
Огнеупорные кирпичи служат для сохранения тепла. Печи и камины создают уют в доме — они накапливают и постепенно отдают тепло, поддерживая в доме комфортную температуру, поэтому огнеупорные кирпичи должна отличать:
- большая тепловая инерция — кирпич должен долго нагреваться и медленно остывать;
- большая теплоёмкость — кирпич должен накапливать много тепла.

Теплоёмкость — это количество тепла в джоулях, которое надо передать веществу, чтобы повысить его температуру на 1 °C, то есть чем теплоёмкость выше, тем вещество нагревается медленнее (при той же мощности нагрева). Действительно, шамотный кирпич имеет более высокую теплоёмкость, нежели красный кирпич, причём она линейно возрастает с ростом температуры, то есть при 100 °C она приблизительно равна красному кирпичу, а при 500 °C она на 25—30 % выше, таким образом, шамотный кирпич нагревается медленнее, чем красный кирпич; но при этом он поглощает больше тепла, которое в процессе остывания он отдаст обратно в печь.
Данный кирпич запрещается применять при высокой влажности воздуха (свыше 80 %).

## Виды
- Огнеупорный шамотный кирпич[14] — изготавливается из шамотной глины.
- Тугоплавкий гжельский кирпич[14][15].
- Тугоплавкий боровичский кирпич[14].